# 갈담초등학교 (경기)
갈담초등학교는 대한민국 경기도 화성시에 있는 공립 초등학교이다.

## 학교 연혁
- 2015년 3월 1일 18학급편성, 도움반1학급, 유치원1학급
- 2015년 2월 13일 제64회 졸업식
- 2014년 12월 2일 본관 화장실 증축(1~3층)
- 2013년 9월 1일 제19대 김정영 교장 취임
- 2013년 3월 1일 18학급편성, 도움반1학급, 유치원1학급
- 2010년 8월 20일 인조잔디구장 완공
- 2009년 12월 2일 특별실 증축 준공(역사관, 정보관, 예절관)
- 2009년 7월 31일 어학실 리모델링
- 2009년 6월 27일 과학실 현대화
- 2009년 1월 23일 유치원 교실 증축
- 2007년 12월 4일 갈담 도서실 리모델링 슬기샘 개관
- 2005년 6월 22일 운동장 동편 야외 학습장 조성
- 2005년 3월 1일 특수학급 개설
- 2004년 10월 22일 과학실 현대화 사업, 어학실 설치
- 2004년 10월 11일 본관 리모델링, 중앙현관 확장,구령대 개축, 교문개축
- 2003년 12월 10일 후관 교실 증축
- 2003년 4월 20일 화단 스탠드 조경공사
- 2001년 9월 21일 본관 3층 서쪽 2개 교실 증축
- 1998년 11월 30일 8개 교실 증개축(3층)
- 1997년 9월 30일 3개 교실 증축(2층)
- 1997년 6월 1일 학교급식 실시
- 1996년 3월 1일 갈담초등학교로 개칭
- 1985년 9월 1일 병설유치원 개원
- 1952년 3월 27일 제1회 졸업식
- 1949년 12월 2일 갈담국민학교 개교

## 참고 자료
- 갈담초등학교 - 한국교육학술정보원 학교알리미